# Антоній Миколай Радзивілл
Антоній Миколай Радзиві́лл (лит. Antanas Mikalojus Radvila, пол. Antoni Mikołaj Radziwiłł; 4 жовтня 1741 — 1778) — князь, церковний діяч Великого князівства Литовського в Речі Посполитій.

## Життєпис
Походив з литовського магнатського роду Радзивіллів, гілки Несвізької. Старший син Мартіна Миколая Радзивілла, крайчого великого литовського, та його другої дружини Марти Трембицької. Народився 1741 року в маєтку Чернавчиці біля Берестя. Внаслідок психічного стану батька з дитинства Антонія Миколая разом з братами тримали під вартою. Це негативно відбилося на здоров'ї. 1748 року його батька було визнано непрацездатним. Спочатку Антоній Миколай разом з братами опинився під опікою великого гетьмана литовського Михайла Казимира Радзивілла, а потім іншого родича — Єроніма Флоріана. Здобув гарну освіту в Несвізькому колегіумі, знав декілька європейських мов.
З огляду на психологічну травму в дитинстві зненавидів шлюб як такий. Тому обрав для себе духовну кар'єру. Спочатку став каноніком віленським. 1767 року призначено референдарієм великим коронним. 1773 року стає секретарем великим коронним. Підтримував партію Радзивіллів у протистоянні з Чорторийськими. Водночас отримує призначення каноніка Гнезненського латинського собору. Помер 1778 року. Поховано в соборі Св. Ядвіги і Малгожати в Дембиці.